# Ebaeides strandiella
Ebaeides strandiella är en skalbaggsart som beskrevs av Stefan von Breuning 1940. Ebaeides strandiella ingår i släktet Ebaeides och familjen långhorningar. Inga underarter finns listade i Catalogue of Life.